# 伊藤雅之
伊藤 雅之（いとう まさゆき、1964年-）は、日本の社会学者、宗教学者。愛知学院大学文学部宗教文化学科教授。

## 人物・経歴
名古屋市生まれ。1998 年、米国ペンシルバニア大学大学院博士課程 修了。社会学博士(Ph.D.)。日本学術振興会特別研究員(所属：東京大学文学部宗教学研究室)を経て、01 年より現職。日本マインドフルネス普及協会理事、日本ポジティブサイコロジー医学会評議委員、日本宗教学会理事。日本社会学会、日本トランスパーソナル心理学/精神医学会ほか会員。専門は宗教社会学。特に現代世界に広がるスピリチュアリティ文化に関する研究をおこなう。
国内におけるオショー＝ラジニーシ運動研究の第一人者。フィールドワークで日本の教団の内部調査を行い、宗教社会学的基礎を築く。

## 専門分野
宗教社会学、スピリチュアリティ研究（ヨーガ、マインドフルネス）、ポジティブ心理学

## 学歴(学位)
1989/09～1998/05 ペンシルバニア大学大学院 社会学部 博士課程修了 Ph.D.(Sociology)

## 職歴
1998/04～2001/03 日本学術振興会特別研究員（所属：東京大学大学院人文社会系研究科宗教学研究室）
2001/04～2002/03 愛知学院大学 文学部 国際文化学科 講師
2002/04～2007/03 愛知学院大学 文学部 国際文化学科 助教授
2007/04～2015/03 愛知学院大学 文学部 国際文化学科 准教授
2015/04～2021/03 愛知学院大学 文学部 英語英米文化学科 教授
2017/04～2021/03 愛知学院大学大学院 文学研究科 英語圏文化専攻 教授
2021/04～　　　　　愛知学院大学 文学部 宗教文化学科・文学研究科　宗教学仏教学専攻　教授

## 著作・論文
単著
『現代スピリチュアリティ文化論ーーヨーガ、マインドフルネスからポジティブ心理学まで』（明石書店、2021年）
『現代社会とスピリチュアリティ―現代人の宗教意識の社会学的探究』（渓水社、2003年）
『現代ヨーガ論』 春秋社　2025年5月　ISBN	9784393365823
共編著
『スピリチュアリティの社会学』（世界思想社、2004年、樫尾直樹、弓山達也と共編）
訳書
ニール・スメルサー著『グローバル化時代の社会学』（晃洋書房、2002年 伊藤武夫、高嶋正晴と共監訳）
メレディス・マクガイア著『宗教社会学』（明石書店、2008年 山中弘、岡本亮輔と共訳）
グレゴール・メーレ著『現代人のためのヨーガ・スートラ』（産調出版、2009年 監訳）

主要論文
「イニシエーションまでの過程――和尚ラジニーシ・ムーブメントの場合」『ソシオロゴス』（東京大学文学部社会学研究室内ソシオロゴス編集委員会） 21号、1997年
「入信の社会学――その現状と課題」『社会学評論』（日本社会学会） 48巻2号、1997年
“The Status of the Individual in Japanese Religions: Implications for Japan's Collectivistic Social Values” Social Compass（International Society for the Sociology of Religion）, 45巻4号、1998年
「ニューエイジの実践に関する歴史的考察――和尚ラジニーシ・ムーブメントの制度化と脱制度化」『宗教研究』（日本宗教学会）73巻3号、1999年
「宗教・宗教性・霊性――文化資源と当事者性に着目して」『現代宗教』（東京堂出版）創刊号、2001年
“New Spirituality in Contemporary Societies: A Comparative View on Japanese ‘Spiritual World’” Harmut Zinser and Inken Prohl (eds) Zen, Reiki und Karate - Japanische Religiositat in Deutschland, Hamburg, LIT Verlag, 2002.
「オウム真理教とそれ以後―現代宗教研究の諸問題」池上良正・小田淑子・末木文美士・島薗進・関一敏・鶴岡賀雄編『岩波講座 宗教 第2巻 宗教への視座』岩波書店、2004年
「スピリチュアリティ研究の射程と応用可能性―生老病死におけるスピリチュアル体験に着目して」『年報 社会科学基礎論研究』（ハーベスト社）第4号、2005年
「『スピリチュアルな探求』としての現代体操ヨーガ」 樫尾直樹編『文化と霊性』慶應義塾大学出版会、2012年
「イギリス社会と幸福論の現在―新しいスピリチュアリティとマインドフルネス瞑想に着目して」『愛知学院大学文学部紀要』第40号、2014年
「21世紀西ヨーロッパでの世俗化と再聖化－イギリスのスピリチュアリティ論争の現在」『現代宗教 2015』（国際宗教研究所）、2015年
「ポスト世俗化時代のスピリチュアリティ―マインドフルネス・ムーブメントを手がかりとして」鎌田東二編『講座スピリチュアル学 第7巻 スピリチュアリティと宗教』ビイング・ネット・プレス、2016年